# The Van (1996)
The Van is een Iers-Britse film van Stephen Frears die werd uitgebracht in 1996.
Het scenario van Roddy Doyle is gebaseerd op zijn gelijknamige roman uit 1991 die het sluitstuk vormt van zijn The Barrytown Trilogy. De eerste twee delen werden al vroeger verfilmd als The Commitments (Alan Parker, 1991) en The Snapper (Stephen Frears, 1993). 

## Verhaal
Het verhaal speelt in november 1989 in Barrytown, de noordelijke arbeiderswijk van Dublin. De bakker Brendan 'Bimbo' Reeves krijgt te horen dat hij ontslagen is. Hij weigert zijn dagen in de pub te slijten met zijn werkloze makkers en zo zijn ontslagvergoeding op te drinken. Samen met zijn beste vriend Larry tikt hij een tweedehands bestelwagen op de kop. Ze knappen die helemaal op en maken er een mobiel fish and chipskraam van.
Hun handel kan van meet af aan profiteren van de grote successen van het Iers voetbalelftal tijdens het wereldkampioenschap voetbal 1990. De vriendschap tussen Larry en Brendan komt echter meer en meer onder druk te staan wanneer deze laatste en zijn vrouw zich beginnen te gedragen als echte werkgevers die Larry een vast loon uitbetalen in plaats van hem te laten delen in de winst.

## Rolverdeling
| Acteur            | Personage                                         |
| ----------------- | ------------------------------------------------- |
| Colm Meaney       | Larry                                             |
| Donal O'Kelly     | Brendan 'Bimbo' Reeves, de beste vriend van Larry |
| Ger Ryan          | Maggie Reeves, de vrouw van Brendan               |
| Caroline Rothwell | Mary, de vrouw van Larry                          |
| Neili Conroy      | Diane, de dochter van Larry                       |
| Rúaidhrí Conroy   | Kevin, de zoon van Larry                          |
| Brendan O'Carroll | Weslie, de vriend van Larry en Brendan            |
| Stuart Dunne      | Sam                                               |